# جوشق
جوشق (دلیجان)، روستایی از توابع بخش مرکزی شهرستان دلیجان در استان مرکزی ایران است.

## جمعیت
این روستا در دهستان جوشق قرار دارد و براساس سرشماری مرکز آمار ایران در سال ۱۳۸۵، جمعیت آن ۱۶۷ نفر (۵۱خانوار) بوده‌است.